# Ghawar
Al-Ghawar (àrab: الغوار, al-Ḡawār) és una cadena de turons calcaris al districte d'al-Ahsa, a la província Oriental, a l'Aràbia Saudita. Hi ha un important camp petrolífer, a uns 30 km al sud-est d'al-Hufuf i uns 100 km a l'oest-sud-oest de Dhahran. Limita al nord amb la depressió de Djaww Umm Unayk i al sud amb el Wadi l-Kusur. El nom podria derivar de ghar (plural ghiran) que vol dir «cova» o «cavitat», o de ghawr (plural aghwar), «depressió».
El camp mesura uns 256 km en total i és el més llarg del món; fou descobert per l'Arabian American Oil Company (Aramco) en les prospeccions del 1948 i posat en servei el 1951. Es va dividir en cinc àrees de producció, que foren de nord a sud: Ain Dar, Shedgum, Uthmaniyah, Hawiyah i Haradh. La seva producció va arribar a ser més de la meitat de la total de la societat (715.200 barrils diaris el 1962) i era encara el 48% vers 2005 quan van arribar rumors sobre l'arribada al límit de la producció (uns cinc milions de barrils al dia). La seva producció de gas natural és de 57.000.000 de m³ diaris. Aramco diu que les reserves eren de 70 bilions de barrils el 1995.